# リキサ・ア・ダンマーク (スウェーデン王妃)
リキサ・ア・ダンマーク（デンマーク語：Rikissa af Danmark, スウェーデン語：Rikissa Valdemarsdotter, 1180年ごろ - 1220年5月8日）は、エリク家のスウェーデン王エリク10世の王妃で、エリク11世の母。

## 生涯
リキサはデンマーク王ヴァルデマー1世とミンスク公女ソフィヤ・ウラジミロヴナの間の娘である。リキサの名は、もともとロタリンギア＝ブルグントの女性の名であったが、母方の祖母リクサ・ボレスワヴヴナから名付けられた。1210年ごろ、スヴェルケル2世を廃位して新しく王位についたエリク10世は、従来スヴェルケル家を支持し、ノルウェーを支持していたエリク家とは敵対関係にあったデンマークと和平を結ぼうと考えた。このため、デンマーク王ヴァルデマー2世の妹リキサがエリク10世と結婚することとなった。
後世に伝わる民謡によると、リキサがスウェーデンに着いたとき、馬車ではなく馬に乗るよう求められたことに驚いた。生国デンマークでは馬車に乗るのが普通であったためであるが、スウェーデンの貴族の女性や女官は、リキサが自身の慣習を通そうとするより、スウェーデンの慣習に従うよう促した。
リキサは夫エリク10世の存命中は娘しか産まれなかった。エリク10世は1216年に死去したが、そのときリキサは身ごもっており、夫の死後に唯一の息子であるエリク11世を産んだ。しかしエリク10世の遺族はスウェーデンから追放され、エリク10世の後にはスヴェルケル家のヨハン1世が王位についた。リキサが死去したのはデンマークで、息子の即位（1222年）も、娘たちの結婚も見届けることはできなかった。リキサはリングステズに埋葬された。リキサ個人について具体的にわかっていることはないが、彼女の子孫にリキサの名がよく付けられていることから、人気があったとみられる。

## 子女
- ソフィア - ロストック領主ハインリヒ・ボルヴィン3世・フォン・メクレンブルクと結婚
- マルタ - 伝承による。ニルス・ア・トフタ（スウェーデン語版）と結婚
- インゲボリ（1212年頃 - 1254年） - ビルイェル・ヤールと結婚、ヴァルデマール1世およびマグヌス3世の母
- マリアンネ - ポメラニア公と結婚
- エリク11世（1216年 - 1250年） - スウェーデン王（1222年 - 1229年、1234年 - 1250年）